# Toli Koltuniewicz
Anatoli Koltuniewicz, detto Toli (Pulheim, 16 novembre 1948), è un ex cestista australiano.

## Carriera
Con l'Australia ha disputato i Giochi olimpici del 1972 e i Campionati del mondo del 1974.